# Adriaan van den Spiegel
Adriaan van den Spiegel (o Spieghel), el nombre es escrito a veces como Adrianus Spigelius (1579
```
- 7 de abril de 1625) fue un 
anatomista
 flamenco nacido en 
Bruselas
. Durante gran parte de su carrera ejerció la medicina en 
Padua
, y es considerado uno de los grandes médicos asociados con la ciudad. En Padua estudió la anatomía bajo la dirección de  
Girolamo Fabrici
[
1
]
 Y tuvo entre sus alumnos de 
doctorado
 a 
Werner Rolfinck
.
[
1
]
```

## Trabajo
Su mejor obra escrita en la anatomía es De humani corporis fabrica libri X tabulis aere icisis exornati, publicado póstumamente en 1627. Tomó prestado el título de De humani corporis fabrica, escrito por su compatriota, Vesalio, que también había estudiado en Padua. El libro fue concebido como una actualización en el pensamiento médico (un siglo después) sobre la anatomía. En su tratado.De 1624 semitertiana libri quatuor, dio la primera descripción exhaustiva de la malaria.
Su nombre se da a la línea Spiegelian (Línea semilunar) y la fascia Spiegelian, que se refiere ya sea a las aponeurosis combinados del músculo oblicuo abdominal externo, el músculo oblicuo abdominal interno y músculo transverso del abdomen, o simplemente la aponeurosis del músculo transverso del abdomen. Una hernia poco común de la fascia Spiegelian que describió por primera vez se llama una "hernia de Spiegel".
El lóbulo caudado del hígado también se conoce como el lóbulo de Spiegel.
Spiegel también trabajó como botánico. El género Spigelia lo honra (que contiene cerca de 60 especies). Tradicionalmente, el rizoma y las raíces de Spigelia marilandica fueron utilizados como una cura para los parásitos intestinales.